# Tsundere

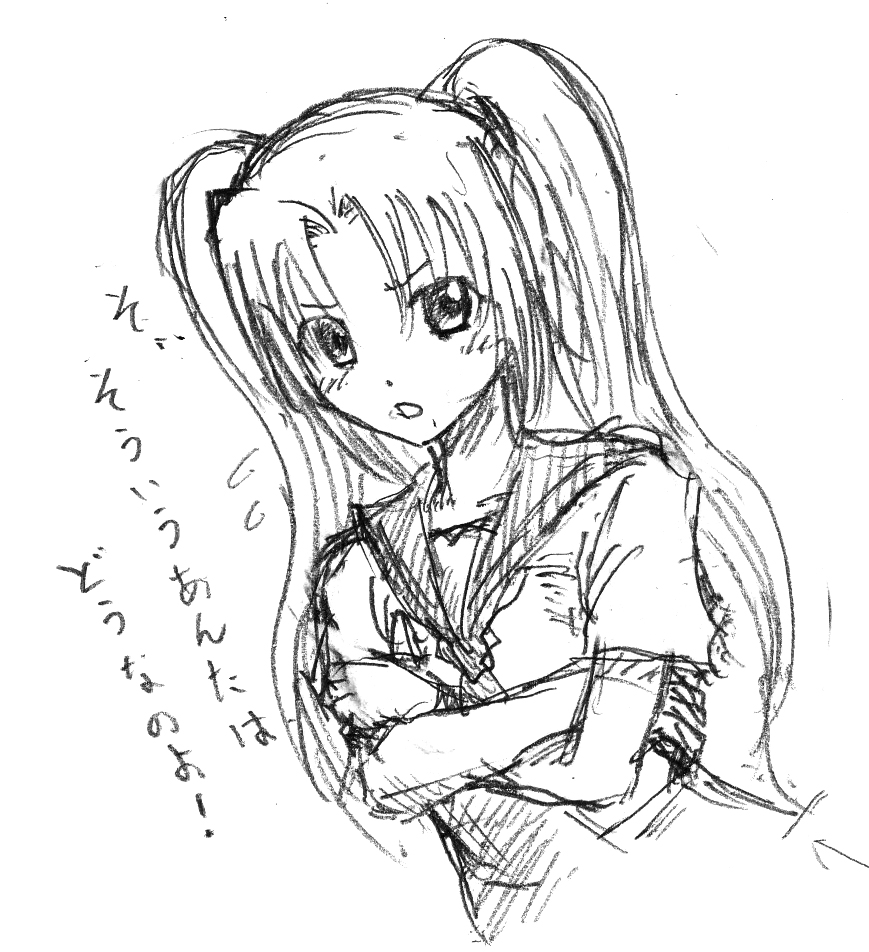
Beispielhafte Tsundere-Figur

Tsundere (japanisch ツンデレ) ist ein Begriff, der einen bestimmten Charakterarchetyp in Werken der japanischen Popkultur beschreibt.
Als Tsundere wird ein zumeist weiblicher Charaktertyp bezeichnet, der sich durch eine zickige und streitsüchtige Art auszeichnet, sich aber unter bestimmten Umständen zurückhaltend und liebenswert verhält, zum Beispiel wenn er oder sie mit jemandem allein ist. Da sich der Begriff in der Umgangssprache hauptsächlich über das Internet verbreitete, variieren die Definitionen stark. So werden auch andere Charaktertypen, die sich sowohl im Geschlecht als auch in der Art unterscheiden, gelegentlich als Tsundere bezeichnet. Ursprünglich durch japanische Ren’ai-Spiele (z. B. Ren’ai-Adventure und Ren’ai-Simulationen) bzw. insbesondere Erogē geprägt, verbreitete sich der Begriff im Fandom von Otakus und Moe-Liebhabern, bis hin zu Anime, Manga, Literatur und sogar Massenmedien.
Der Psychologe Yoshihito Naitō verweist zur Erklärung der Beliebtheit dieses Charaktertypus auf eine Studie des Kognitionspsychologen Gerald L. Clore et al. von 1975, bei der 338 Testpersonen Videos einer Unterhaltung zwischen einer Frau und einem Mann in vier Varianten gezeigt wurden: 1. die Frau ist gegenüber dem Mann stets freundlich, 2. die Frau ist anfangs freundlich und wird mit der Zeit abweisender, 3. die Frau ist anfangs abweisend und wird mit der Zeit freundlicher, 4. die Frau ist immer abweisend. Dabei stellte sich heraus, dass die meisten Testpersonen die Frau aus Video 3 am attraktivsten wahrnahmen.

## Begriff
Das Wort Tsundere setzt sich aus den beiden japanischen Wörtern tsuntsun und deredere zusammen. Tsuntsun (ツンツン) hat hier die Bedeutung „ungesellig, schlecht gelaunt, griesgrämig“, hat seinen Ursprung jedoch in einer Lautmalerei für sich naserümpfend abwenden. Deredere (デレデレ) bedeutet wiederum „flirtend, verliebt“.
Beide Begriffe zur Beschreibung eines solchen Charaktertypus finden sich bereits im 1971 erschienen Manga Kōkōsei Buraihikae von Kazuo Koike.
Die Kombination aus beiden als tsuntsun deredere tauchte vermutlich erstmals in einem Eintrag im BBS Ayashii World@Zantei (あやしいわーるど＠暫定) vom 29. August 2002 auf um die Figur Ayu Daikūji aus dem Computerspiel Kimi ga Nozomu Eien zu beschreiben und im November dann die Verkürzung als tsundere.
In substantivierter Form wird der Begriff Tsunderekko (ツンデレっ娘) verwendet, der ein Mädchen mit beschriebener Persönlichkeit bezeichnet. Seltener ist der Begriff Deretsun (デレツン) anzutreffen, der sich aus der umgedrehten Wortreihenfolge ergibt, aber die gleichen Eigenschaften beschreibt.

## Beispiele
Die Synchronsprecherin Rie Kugimiya ist bekannt für Tsundere-Rollen wie Shana aus Shakugan no Shana, Louise aus Zero no Tsukaima, Taiga aus Toradora! und Nagi aus Hayate no Gotoku!, weswegen sie auch als „Königin des Tsundere“ (ツンデレの女王, tsundere no joō) bezeichnet wird.
In älteren Produktionen lassen sich ebenfalls entsprechende Persönlichkeiten finden, auch wenn diese zum damaligen Zeitpunkt noch nicht als Tsundere bezeichnet wurden – wie Naru Narusegawa aus Love Hina, Asuka Langley Sōryū aus Neon Genesis Evangelion oder Lina Inverse aus Slayers. Kōichi Ichikawa (市川 孝一), einer der drei Leiter der Comiket, nannte Lum aus Urusei Yatsura als Quelle des Moe und ersten Tsundere-Charakter.

## Einfluss
Das sich hinter dem Begriff verbergende Konzept hat sich in vielen bekannten Werken etabliert. So existieren in Akihabara Tsundere Cafes, d. h. Cosplay-Restaurants mit augenscheinlich unhöflichen Kellnerinnen, und der japanische Spielzeughersteller Takara Tomy brachte 2007 einen tragbaren Tsundere-Fernseher mit der Stimme von Rie Kugimiya heraus, der anfangs dem Benutzer kühle und nörgelnde Rückmeldungen gibt, die mit der Zeit jedoch wärmer und sehnsüchtiger werden.

## Ähnliche Begriffe
Der Gegenpunkt zu Tsundere wird als Yandere – von yanderu („krank sein“) – bezeichnet und beschreibt eine Charakterentwicklung vom Verliebtsein bis zum heftigen Ausbruch einer Psychose durch Nichterwiderung von Liebe oder Enttäuschung.
Verwandte Begriffe sind kūdere (クーデレ) von kūru („cool“), d. h. eine Person, die sich üblicherweise cool unnahbar gibt bzw. anderen die kalte Schulter zeigt und nur gelegentlich in der Nähe einer geliebten Person auftaut, sowie dandere (ダンデレ) von danmari („schweigend“), d. h. eine introvertierte Person weniger Worte, die nur bei einer geliebten Person etwas redseliger wird.